# Râul Cocoșul, Aita
Râul Cocoșul este un afluent al râului Aita. 